# Passo do Verde
Passo do Verde é um bairro do distrito do Passo do Verde, no município de Santa Maria. Localiza-se no sul da cidade.
O bairro Passo do Verde possui uma área de 133,40 km² que equivale a 100% do distrito do Passo do Verde que é de 133,40 km² e  7,45% do município de Santa Maria que é de 1791,65 km².

## História
O bairro surgiu automaticamente quando da criação do distrito do Passo do Verde. O nome do bairro é referente a unidade residencial Vila Passo do Verde.

## Limites
Limita-se com os bairros:  Limita-se com os bairros: Arroio do Só, Pains, Santa Flora, e, com os municípios de Formigueiro e São Sepé.
Descrição dos limites do bairro:
- Ao Norte: Inicia no cruzamento do Arroio Arenal com a BR-392, segue-se a partir daí pela seguinte delimitação: Arroio Arenal, a jusante, até a sua foz no Rio Vacacaí.
- Ao Sul: Rio Vacacaí, a montante, cruzando a BR-392, até a confluência com a Sanga da Lavagem.
- Ao Oeste: Sanga da Lavagem, a montante, até encontrar a Estrada Municipal Januário Chagas Franco; Estrada Municipal Januário Chagas Franco, no sentido norte; eixo da Rodovia BR-392, até o cruzamento com o Arroio Arenal, início desta demarcação.

## Demografia

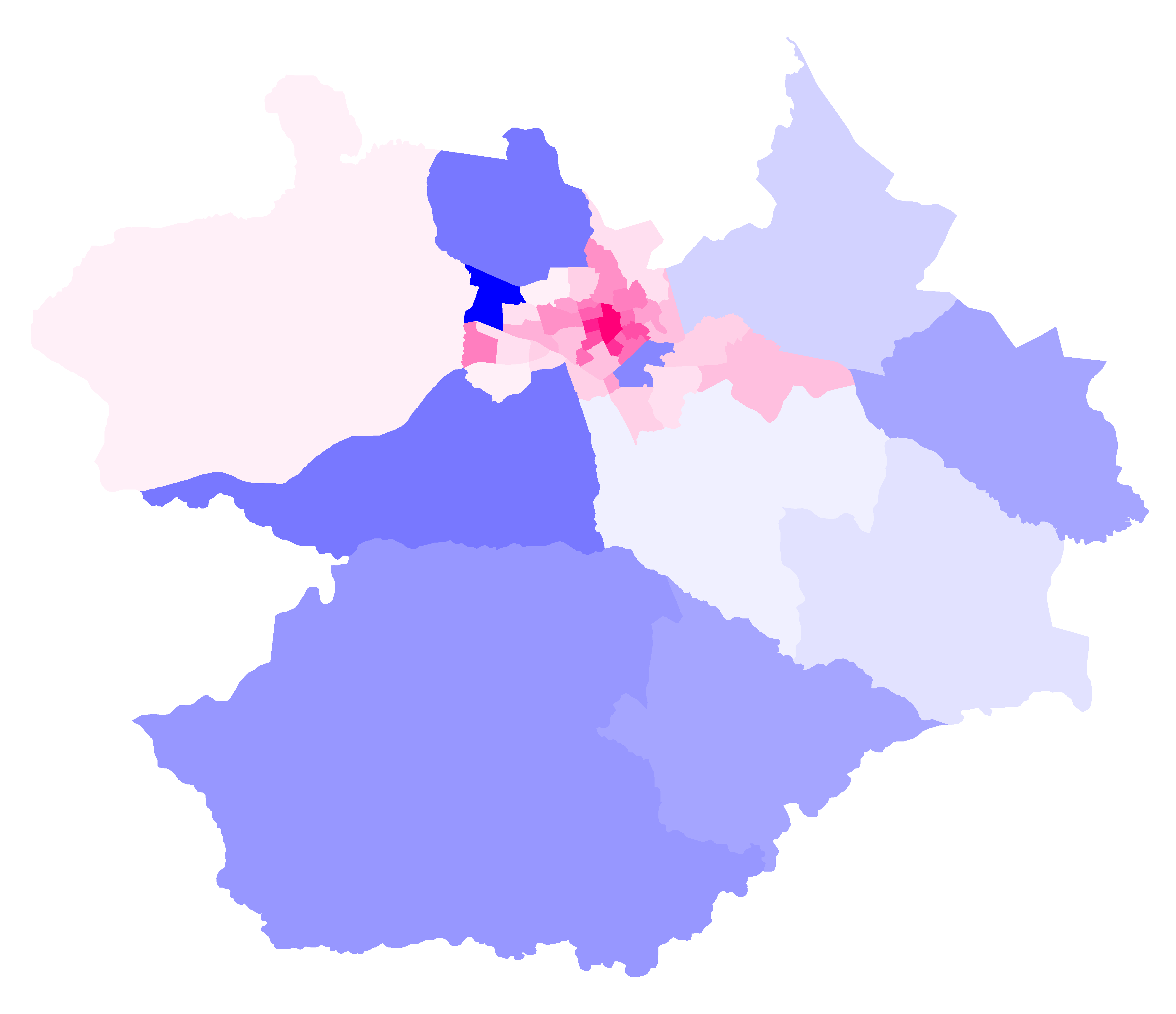
Mapa do município de Santa Maria com as divisões em bairros. Em escalas de azul os bairros com predominância masculina e em escalas de rosa os bairros com predominância feminina. Observa-se que quanto melhor a infraestrutura e o acesso a ela mais convidativo o bairro é para a população feminina. E, reciprocamente, podemos reconhecer os bairros com melhor infraestrutura observando onde a população feminina está concentrada.

Segundo o censo demográfico de 2010, Passo do Verde é, dentre os 50 bairros oficiais de Santa Maria:
- O único bairro do distrito do Passo do Verde.
- O 49º bairro mais populoso.
- O 5º bairro em extensão territorial.
- O 49º bairro mais povoado (população/área).
- O 2º bairro em percentual de população na terceira idade (com 60 anos ou mais).
- O 47º bairro em percentual de população na idade adulta (entre 18 e 59 anos).
- O 41º bairro em percentual de população na menoridade (com menos de 18 anos).
- Um dos 11 bairros com predominância de população masculina.
- Um dos 30 bairros que não contabilizaram moradores com 100 anos ou mais.

Considerando que não houve modificação em seu território, ou essa mudança foi insignificativa, pode-se fazer uma comparação de sua evolução demográfica entre os anos de 2000 e 2010: O bairro teve um acréscimo populacional de 33 habitantes (+6,6%).
Distribuição populacional do bairro
1. Total: 531 (100%)
  1. Urbana: 5 (0,94%)
  2. Rural: 526 (99,06%)
2. Homens: 281 (52,92%)
  1. Urbana: 3 (1,07%)
  2. Rural: 278 (98,93%)
3. Mulheres: 250 (47,08%)
  1. Urbana: 2 (0,80%)
  2. Rural: 248 (99,20%)

## Infraestrutura
Pontos Turísticos
- Balneário Passo do Verde: Um dos primeiros balneários a surgir em Santa Maria. Conta com um significativo número de casas de veraneio. Boa parte delas construídas no estilo palafitas (alta do chão), visando à proteção de enchentes, uma vez que muitas delas estão próximas do Rio Vacacaí.[3] O Balneário Passo do Verde tem no turismo uma forma de dinamizar a economia local através do aproveitamento dos recursos naturais disponíveis. O local é ponto de encontro aos que gostam de praticar caiaque, vela e natação. No local ocorre festival de canoagem que acontece no final do ano, havendo no local uma floresta com trilhas para caminhadas e uma área para a pratica de futebol de areia.

Educação
No bairro há apenas uma escola de ensino fundamental incompleto, a Escola Irineu Antolini.
Saúde
Os moradores são atendidos por unidade móvel de saúde. No bairro não há Postos de Saúde.
Coleta de lixo
O serviço de coleta de lixo no bairro ocorre uma vez por semana no inverno e, no verão duas vezes por semana devido ao movimento no Balneário Passo do Verde.